# Titan (Mythologie)

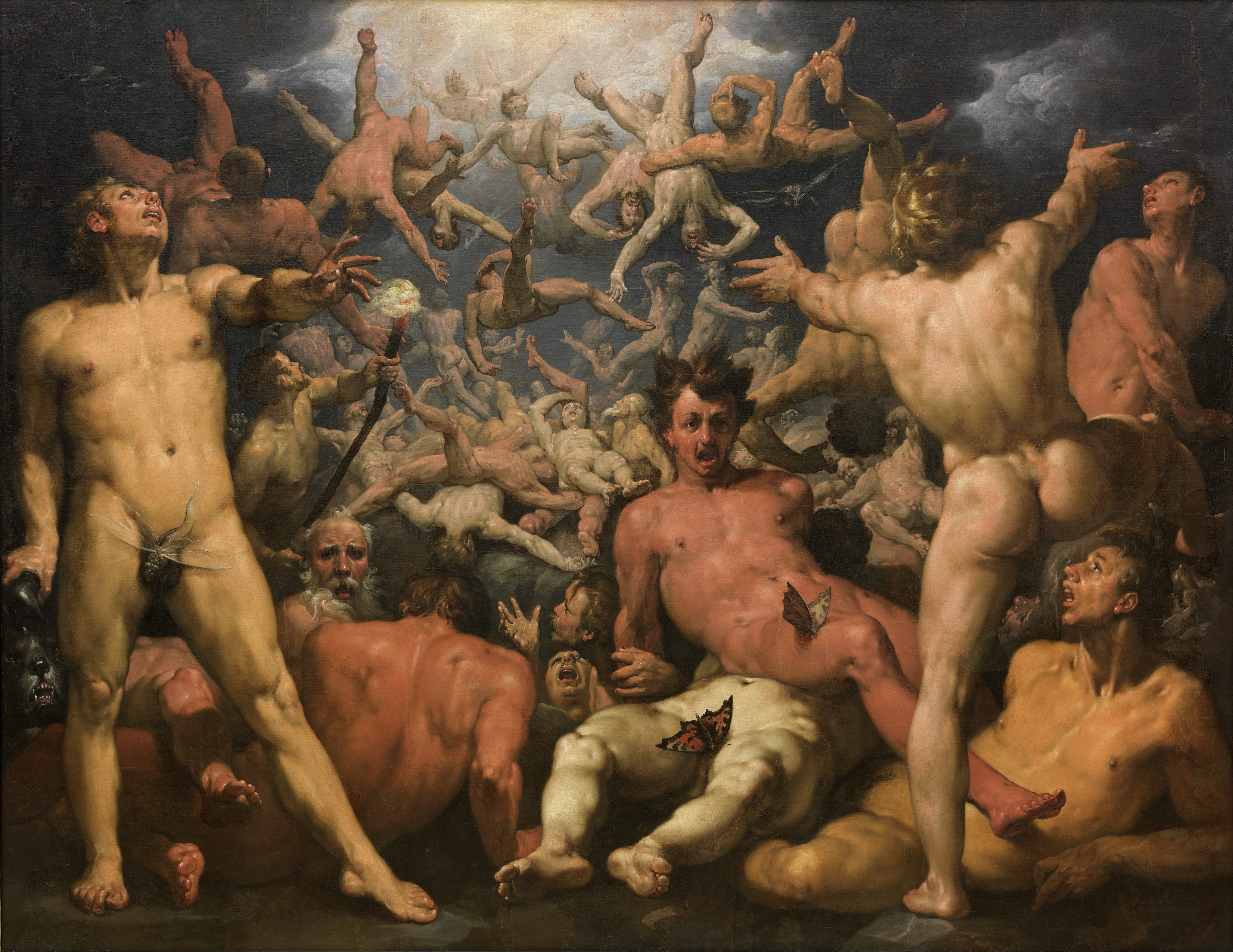
Fall der Titanen (Cornelis van Haarlem, 1588)

Die Titanen (altgriechisch Τιτᾶνες Titānes, lateinisch auch Titāni; Einzahl: Titan, Τιτάν, Titán, deutsch auch der Titane, lat. Titān und Tītānus) und die Titaninnen sind in der griechischen Mythologie Riesen und Riesinnen in Menschengestalt und ein mächtiges Göttergeschlecht, das in der legendären Goldenen Ära herrschte. Wie die Kyklopen und Hekatoncheiren sind sie Nachkommen der Gaia und des Uranos. Die weiblichen Nachkommen werden auch Titaniden (Τιτανίδες, Titanídes, Einzahl: Titanide, Τιτανίς, Titanís) genannt. Vom Titanenkampf zwischen Olympiern, Hekatoncheiren und einer Reihe von Titanen berichtete das verlorene Epos Titanomachie, in welchem sie nach hartem Kampf schließlich besiegt und in die Tiefen der Unterwelt, den Tartaros, getrieben werden.
Das griechische Wort τιταίνειν titaínein bedeutet übersetzt „sich recken“.

## Abstammung
|        |        |        |        |         |         | Chaos   | Chaos   | Chaos   | Chaos   | Chaos | Chaos | →      | →      | →      | →      | →       | →       | Gaia    | Gaia    | Gaia     | Gaia     | Gaia             | Gaia             | →                | →                | →                | →                | →           | →           | Uranos      | Uranos      | Uranos      | Uranos      | Uranos    | Uranos    |           |           |        |        |        |        |        |        |        |        |        |        |        |        |  |  |  |  |  |  |  |  |  |  |  |  |  |  |  |  |  |  |  |  |  |  |  |  |  |  |  |  |  |  |  |  |  |  |  |  |
|        |        |        |        |         |         | Chaos   | Chaos   | Chaos   | Chaos   | Chaos | Chaos | →      | →      | →      | →      | →       | →       | Gaia    | Gaia    | Gaia     | Gaia     | Gaia             | Gaia             | →                | →                | →                | →                | →           | →           | Uranos      | Uranos      | Uranos      | Uranos      | Uranos    | Uranos    |           |           |        |        |        |        |        |        |        |        |        |        |        |        |  |  |  |  |  |  |  |  |  |  |  |  |  |  |  |  |  |  |  |  |  |  |  |  |  |  |  |  |  |  |  |  |  |  |  |  |
|        |        |        |        |         |         |         |         |         |         |       |       |        |        |        |        |         |         |         |         |          |          |                  |                  |                  |                  |                  |                  |             |             |             |             |             |             |           |           |           |           |        |        |        |        |        |        |        |        |        |        |        |        |  |  |  |  |  |  |  |  |  |  |  |  |  |  |  |  |  |  |  |  |  |  |  |  |  |  |  |  |  |  |  |  |  |  |  |  |
|        |        |        |        |         |         |         |         |         |         |       |       |        |        |        |        |         |         |         |         |          |          | Göttergeschlecht | Göttergeschlecht | Göttergeschlecht | Göttergeschlecht | Göttergeschlecht | Göttergeschlecht | der Titanen | der Titanen | der Titanen | der Titanen | der Titanen | der Titanen |           |           |           |           |        |        |        |        |        |        |        |        |        |        |        |        |  |  |  |  |  |  |  |  |  |  |  |  |  |  |  |  |  |  |  |  |  |  |  |  |  |  |  |  |  |  |  |  |  |  |  |  |
|        |        |        |        |         |         |         |         |         |         |       |       |        |        |        |        |         |         |         |         |          |          | Göttergeschlecht | Göttergeschlecht | Göttergeschlecht | Göttergeschlecht | Göttergeschlecht | Göttergeschlecht | der Titanen | der Titanen | der Titanen | der Titanen | der Titanen | der Titanen |           |           |           |           |        |        |        |        |        |        |        |        |        |        |        |        |  |  |  |  |  |  |  |  |  |  |  |  |  |  |  |  |  |  |  |  |  |  |  |  |  |  |  |  |  |  |  |  |  |  |  |  |
|        |        |        |        |         |         |         |         |         |         |       |       |        |        |        |        |         |         |         |         |          |          |                  |                  |                  |                  |                  |                  |             |             |             |             |             |             |           |           |           |           |        |        |        |        |        |        |        |        |        |        |        |        |  |  |  |  |  |  |  |  |  |  |  |  |  |  |  |  |  |  |  |  |  |  |  |  |  |  |  |  |  |  |  |  |  |  |  |  |
|        |        |        |        | Okeanos | Okeanos | Okeanos | Okeanos | Okeanos | Okeanos |       |       | Kreios | Kreios | Kreios | Kreios | Kreios  | Kreios  |         |         | Hyperion | Hyperion | Hyperion         | Hyperion         | Hyperion         | Hyperion         |                  |                  | Theia       | Theia       | Theia       | Theia       | Theia       | Theia       |           |           | Themis    | Themis    | Themis | Themis | Themis | Themis |        |        | Phoibe | Phoibe | Phoibe | Phoibe | Phoibe | Phoibe |  |  |  |  |  |  |  |  |  |  |  |  |  |  |  |  |  |  |  |  |  |  |  |  |  |  |  |  |  |  |  |  |  |  |  |  |
|        |        |        |        | Okeanos | Okeanos | Okeanos | Okeanos | Okeanos | Okeanos |       |       | Kreios | Kreios | Kreios | Kreios | Kreios  | Kreios  |         |         | Hyperion | Hyperion | Hyperion         | Hyperion         | Hyperion         | Hyperion         |                  |                  | Theia       | Theia       | Theia       | Theia       | Theia       | Theia       |           |           | Themis    | Themis    | Themis | Themis | Themis | Themis |        |        | Phoibe | Phoibe | Phoibe | Phoibe | Phoibe | Phoibe |  |  |  |  |  |  |  |  |  |  |  |  |  |  |  |  |  |  |  |  |  |  |  |  |  |  |  |  |  |  |  |  |  |  |  |  |
| Kronos | Kronos | Kronos | Kronos | Kronos  | Kronos  |         |         | Koios   | Koios   | Koios | Koios | Koios  | Koios  |        |        | Iapetos | Iapetos | Iapetos | Iapetos | Iapetos  | Iapetos  |                  |                  | Rhea             | Rhea             | Rhea             | Rhea             | Rhea        | Rhea        |             |             | Mnemosyne   | Mnemosyne   | Mnemosyne | Mnemosyne | Mnemosyne | Mnemosyne |        |        | Tethys | Tethys | Tethys | Tethys | Tethys | Tethys |        |        |        |        |  |  |  |  |  |  |  |  |  |  |  |  |  |  |  |  |  |  |  |  |  |  |  |  |  |  |  |  |  |  |  |  |  |  |  |  |

## Die Titanen und Titaniden

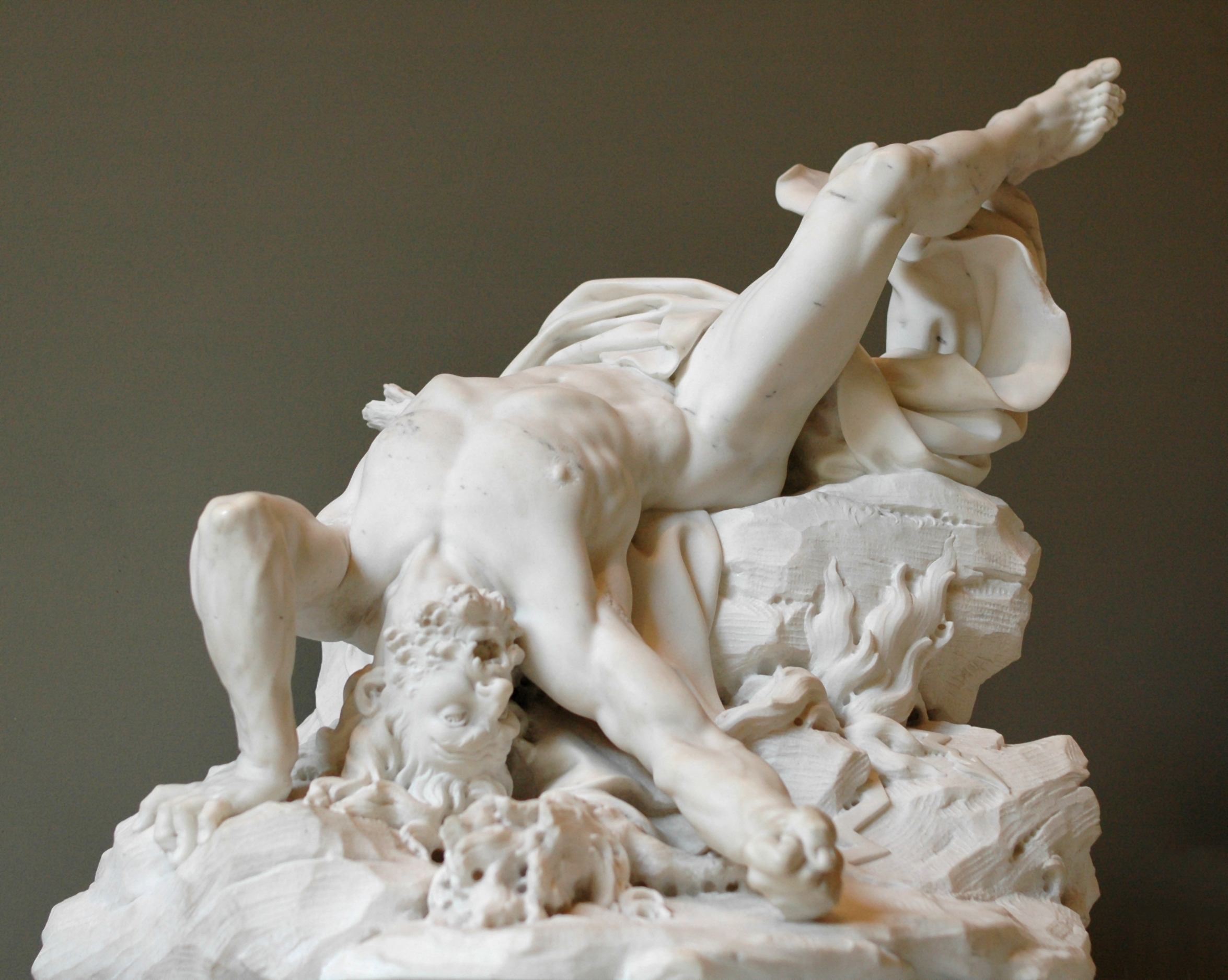
Gestürzter Titan (François Dumont, 1712)

Die Titanen bilden das älteste Göttergeschlecht der Theogonie der griechischen Mythologie. So nennt Hesiod zwölf Titanen, sechs Söhne und sechs Töchter, die später sechs Paare bilden:
1. Hyperion – Licht- und Sonnengott, zeugte mit Gattin Theia den Sonnengott Helios, die Mondgöttin  Selene und die Göttin der Morgenröte Eos, welche oft als die schönste Göttin überhaupt bzw. die schönstmögliche Frau beschrieben wurde
2. Iapetos – Gatte der Nymphe Klymene (Tochter des Okeanos), wurde nach der Niederlage gegen die olympischen Götter in den Tartaros verbannt
3. Koios – wurde nach der Niederlage gegen die olympischen Götter in den Tartaros gestoßen
4. Kreios – Gatte der Eurybia
5. Kronos – Vater des Zeus, wurde nach der Entmannung des Vaters Uranos zum Herrscher der Welt; Gatte von Rhea; wurde von seinem Sohn Zeus entmachtet und herrscht nun auf den Inseln der Seligen.
6. Mnemosyne – Mutter der neun Musen
7. Okeanos – Herr des Ozeans, stärkster der Titanen, zeugte mit seiner Schwester und Gattin Tethys die Flussgötter und die Meeres- und Quellnymphen
8. Phoibe – Frau des Koios, Mondgöttin
9. Rhea – Mutter von Hestia, Demeter, Hera, Hades, Poseidon und Zeus; herrscht mit Gatte Kronos seit dessen Entmachtung auf der Insel der Seligen
10. Themis – Göttin der Gerechtigkeit und der Ordnung, zweite Gattin (nach Metis) des Zeus; sie kennt die Zukunft und ermöglicht so Deukalion und Pyrrha, die Sintflut zu überleben und die Erde neu zu bevölkern
11. Tethys – Meeresgöttin, Gattin des Okeanos; als Amme der Hera verfluchte sie ihr zuliebe die Sternbilder, immer über den Himmel zu wandern
12. Theia – Gattin des Hyperion

Titan Iapetos zeugt mit Klymene weitere Titanen:
1. Atlas, den Harten (trägt den Himmel)
2. Epimetheus, den Mann der Pandora
3. Menoitios, den Überheblichen
4. Prometheus, den Freund der Menschen

Titan Kreios zeugte mit Eurybia ebenfalls weitere Titanen:
1. Astraios – Titan der Abendröte
2. Pallas
3. Perses

Vier Titaniden binden sich mit vier Brüdern:
- Theia gebiert dem Hyperion den Helios (die Sonne), die Selene (den Mond) und Eos (die Morgenröte).
- Phoibe wird durch Koios zur Ahnin eines Göttergeschlechts, zu dem Leto, Artemis und Hekate sowie Apollon gehören
- Rhea nimmt Kronos zum Mann und bringt Hestia, Demeter und Hera sowie Hades, Poseidon und Zeus zur Welt.
- Tethys und Okeanos sind die Eltern der Okeaniden.

## Mythen

### Entmannung des Uranos
Die ersten Kinder, die Gaia dem Uranos gebar, die Zyklopen und Hekatoncheiren (Hundertarmigen), waren diesem von Anfang an verhasst, so dass er sie in den Tartaros verbannte und Freude an diesem schlimmen Werk empfand. Da Gaia darunter litt und erbost war, versteckte sie die folgenden Kinder, brachte den grauen Adamant hervor, machte daraus eine Sichel und überreichte ihnen diese, damit sie ihn bestraften. Sie stachelte die Titanensöhne an zu rebellieren; angeführt von Kronos, dem jüngsten der Titanen, legten sie zu fünft einen Hinterhalt für ihren Vater. Sie packten ihn, als er auf der Erde lag, um ihn an den vier Ecken der Welt festzuhalten, während Kronos in der Mitte den Titanenvater Uranos entmannte.
Das Geschlechtsteil des Uranos warf Kronos ins Meer. Das auf Gaia fallende Blut aus Uranos’ Penis befruchtete sie; Gaia gebar daraufhin die Giganten, die Erinnyen und die melischen Nymphen. Aus dem weißen Schaum, der durch Mischung von Uranos’ Blut und Samen entstand, erwuchs Aphrodite („die Schaumgeborene“). Nach anderen Autoren war Okeanos der einzige der Titanen, der nicht an der Kastration beteiligt war und auch im Titanenkampf neutral blieb.

### Titanomachie
Hesiod erzählt, dass nach dem Sieg des Kronos über Uranos zwischen den Titanen und den späteren Olympischen Göttern ein heftiger Kampf entbrannte, der erst entschieden werden konnte, als Gaia letzteren verriet, wie der Sieg zu erringen sei: Die von Kronos gefangengehaltenen Hekatoncheiren („Hundertarmigen“) sollten zur Hilfe herbeigeholt werden, um die Götter im Kampf zu unterstützen. Als der Kampf zwischen Göttern und Titanen neu entbrannte, bewarfen die Hundertarmigen die Titanen mit Steinen, so dass sie unter diesen begraben wurden. Schließlich auch noch gefesselt, wurden sie in den Tartaros gestoßen, von wo sie niemals mehr entkommen können, da Poseidon eine eherne Tür baute und die Hundertarmigen diese nun bewachen.
Okeanos und alle Titaniden sollen an diesem Kampf nach anderen Angaben nicht oder nur passiv beteiligt gewesen sein. So soll ein Teil jüngerer Titanen, unter anderem Helios, auf Seite des Zeus gestanden haben.